# Vågen (Stavanger)

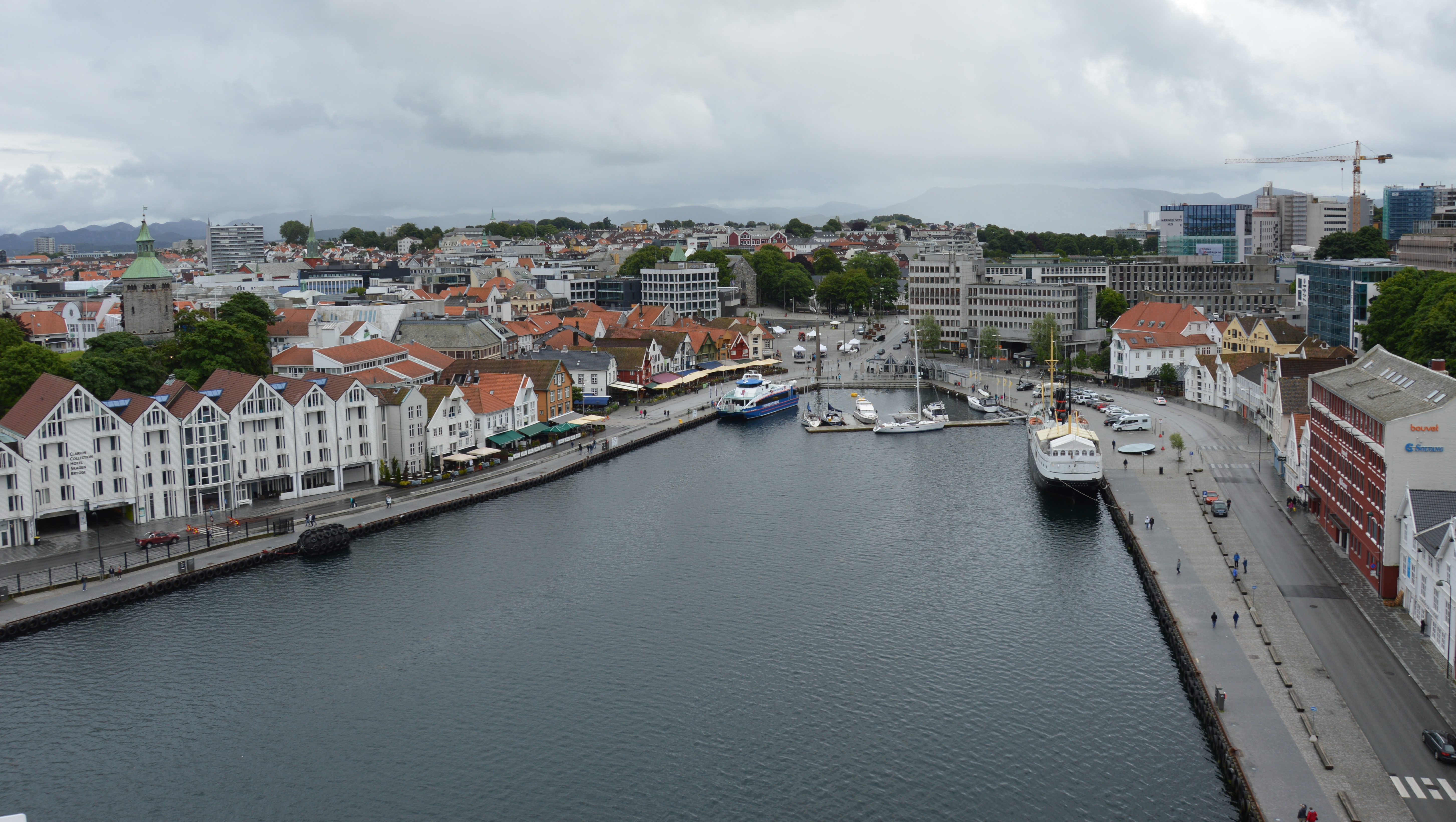
Vågen, Blick nach Süden, 2017

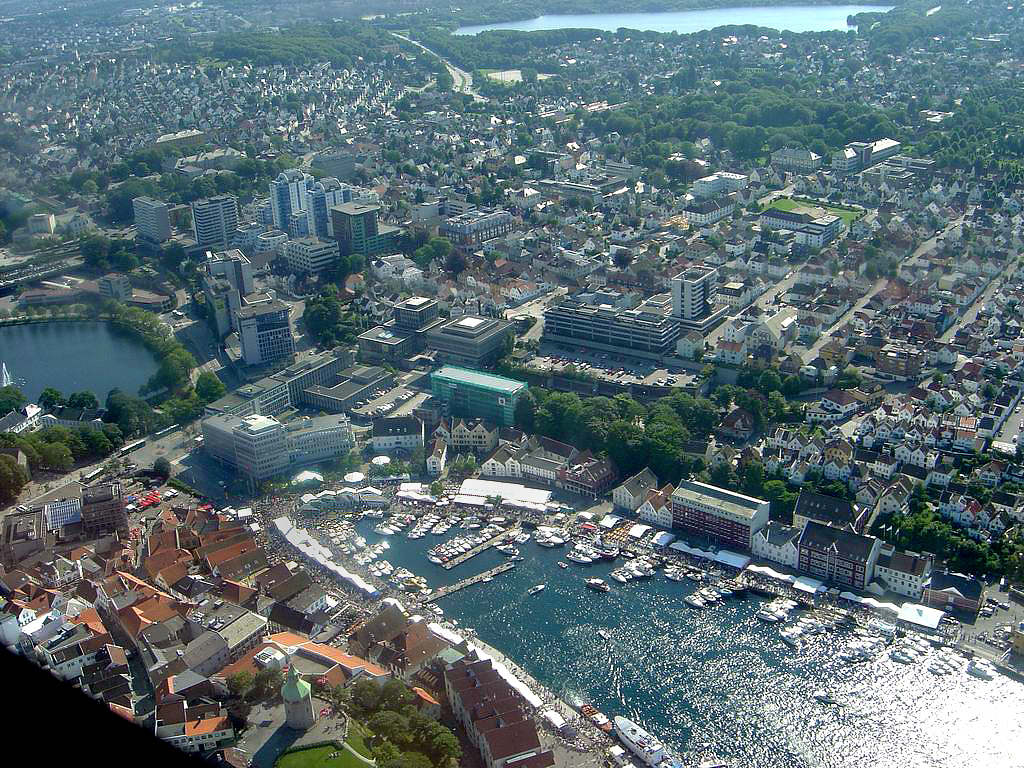
Luftaufnahme des südlichen Endes, 2007

Der Vågen ist ein Hafen der norwegischen Stadt Stavanger. 
Der aufgrund des Golfstroms ganzjährig eisfreie Nordseehafen reicht von Norden aus bis in die Innenstadt Stavangers hinein. Er weist noch kurz vor seinem südlichen Ende Tiefen bis 14 Meter auf und ist daher auch für große Schiffe geeignet und ein beliebter Anlegeplatz großer Kreuzfahrtschiffe. Seine Gesamtlänge beträgt etwa drei Kilometer.
An der Ostseite des südlichen Endes befindet sich der Skagenkaien, mit den markanten Gebäuden Tollboden und Hotel Victoria. An der Südspitze des Vågens steht das Marinedenkmal. Auf der Westseite erstreckt sich der historische Stadtteil Gamle Stavanger, außerdem befinden sich dort das Schifffahrtsmuseum Stavanger, das Alte Zollamt und das Horve-Denkmal für Admiral Thore Horve.
Im nördlichen Teil des Vågens liegen die Schäreninseln Tjuvholmen, Majoren, Majorgrunnen, Majorskjeret, Plentingen und Natvigs Minne.
Der Vågen war bereits in historischer Zeit der Hafen Stavangers. Von den ursprünglich um den Hafen gruppierten 250 alten Speicherhäusern sind heute noch 60 erhalten. Das Wasser reichte damals bis unmittelbar an die Häuser, die somit direkt Warenumschlag mit anlegenden Schiffen vornehmen konnten. Anfang des 20. Jahrhunderts wurden dann vor den Gebäuden Kaianlagen errichtet. Diese Arbeiten waren 1910 abgeschlossen.
Im Umfeld des Vågens befinden sich diverse Restaurants und Bars. Der Bereich ist auch Veranstaltungsort für verschiedene Festivals. 2009 wurden am Vågen die Beachvolleyball-Weltmeisterschaft durchgeführt.
Der Hafen ist Heimathafen des denkmalgeschützten Schiffs Rogaland.